# カマウ省
カマウ省（カマウしょう、ベトナム語：Tỉnh Cà Mau / 省哥毛?  発音）は、ベトナムの省の一つ。省都はカマウ市。

## 名称の由来

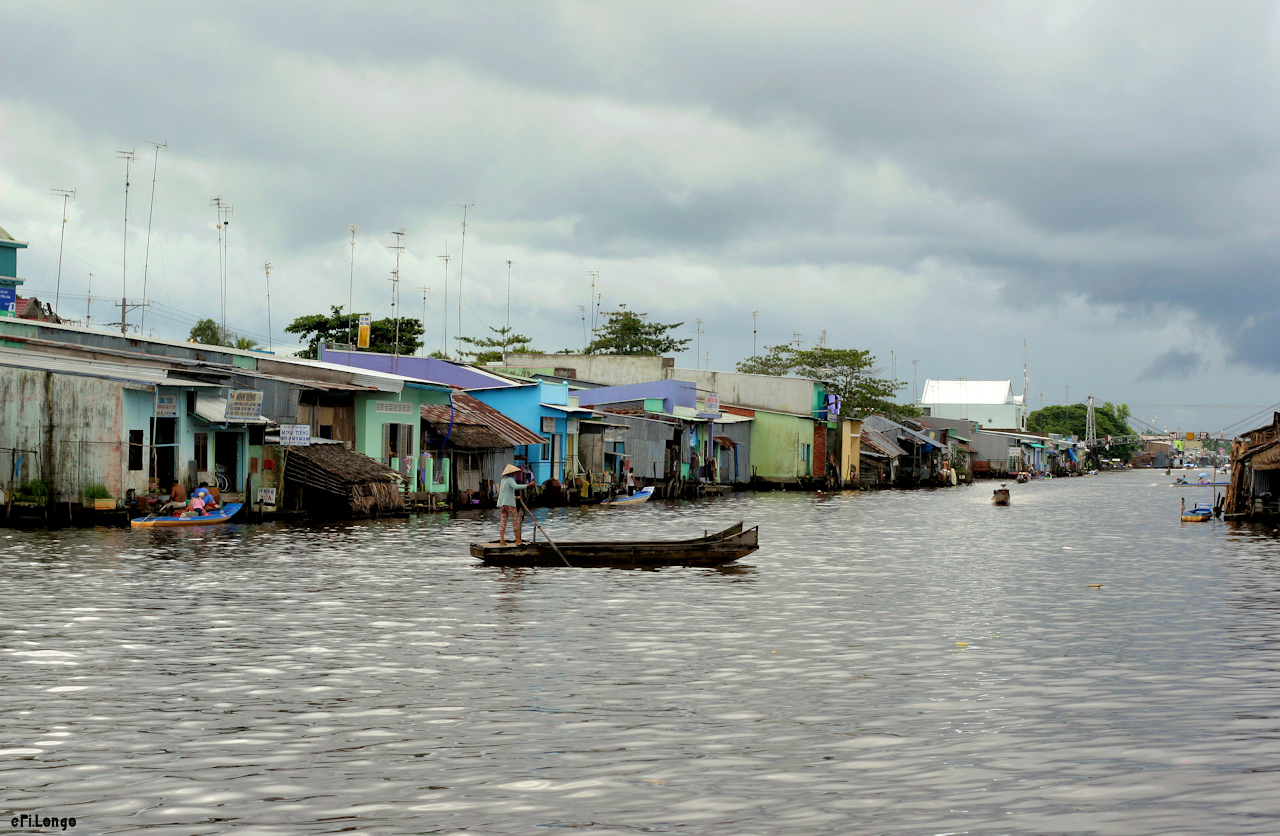
カマウ省の水路

カマウとは、ベトナム人が住み着く以前に住んでいたクメール人の言葉で「黒」を意味する。

## 地理
メコン・デルタ地帯の最南端のカマウ半島に位置する。

## 産業
三方を海に囲まれていることもあり、漁業が発達している。

## 隣接行政区画
- キエンザン省
- バクリエウ省

## 行政区画

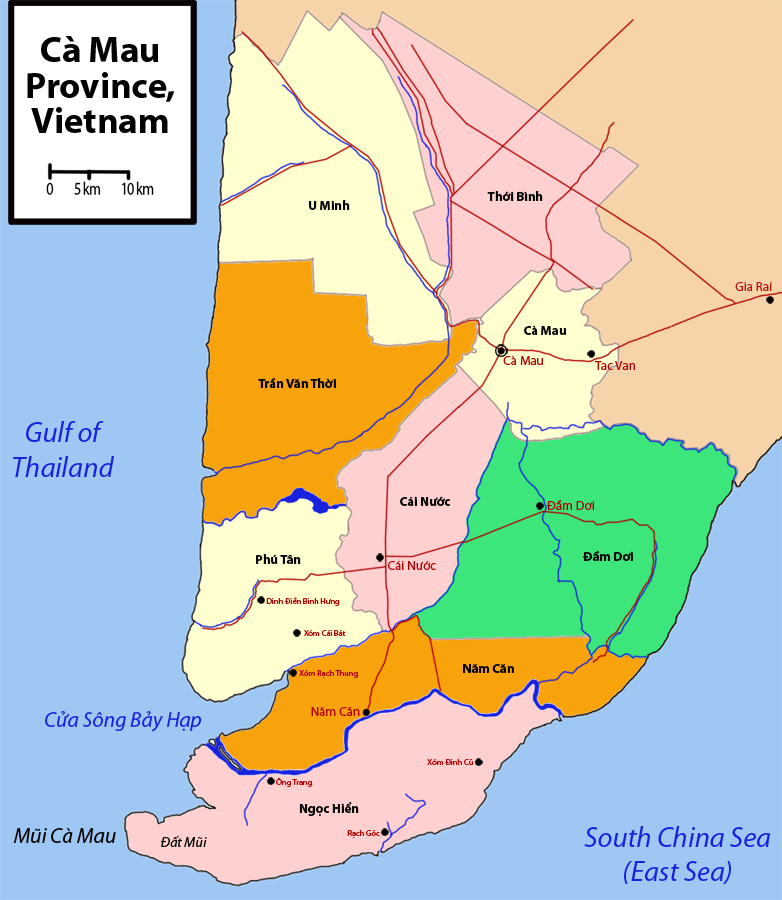
カマウ省の9つの行政区画を示す地図

2025年に東隣のバクリエウ省を統合した上、9坊・55社が設置される。
- バックリエウ坊（phường Bạc Liêu）
- ヴィンチャック坊（phường Vĩnh Trạch）
- ヒエップタイン坊（phường Hiệp Thành）
- ザーライ坊（phường Giá Rai）
- ランチョン坊（phường Láng Tròn）
- アンスエン坊（phường An Xuyên）
- リーヴァンラム坊（phường Lý Văn Lâm）
- タンタイン坊（phường Tân Thành）
- ホアタイン坊（phường Hoà Thành）
- タントゥアン社（xã Tân Thuận）
- タンティエン社（xã Tân Tiến）
- タアンクオン社（xã Tạ An Khương）
- チャンファン社（xã Trần Phán）
- タイントゥン社（xã Thanh Tùng）
- ダムゾイ社（xã Đầm Dơi）
- クアックファム社（xã Quách Phẩm）
- ウーミン社（xã U Minh）
- グエンフィック社（xã Nguyễn Phích）
- カインラム社（xã Khánh Lâm）
- カインアン社（xã Khánh An）
- ファンゴックヒエン社（xã Phan Ngọc Hiển）
- ダットムイ社（xã Đất Mũi）
- タンアン社（xã Tân Ân）
- カインビン社（xã Khánh Bình）
- ダーバック社（xã Đá Bạc）
- カインフン社（xã Khánh Hưng）
- ソンドック社（xã Sông Đốc）
- チャンヴァントイ社（xã Trần Văn Thời）
- トイビン社（xã Thới Bình）
- チーファイ社（xã Trí Phải）
- タンロック社（xã Tân Lộc）
- ビエンバック社（xã Biển Bạch）
- ダットモイ社（xã Đất Mới）
- ナムカン社（xã Năm Căn）
- タムザン社（xã Tam Giang）
- カイドイヴァム社（xã Cái Đôi Vàm）
- グエンヴィエットカイ社（xã Nguyễn Việt Khái）
- フータン社（xã Phú Tân）
- フーミー社（xã Phú Mỹ）
- ルオンテーチャン社（xã Lương Thế Trân）
- タンフン社（xã Tân Hưng）
- フンミー社（xã Hưng Mỹ）
- カイヌオック社（xã Cái Nước）
- フォンタイン社（xã Phong Thạnh）
- ホンザン社（xã Hồng Dân）
- ヴィンロック社（xã Vĩnh Lộc）
- ニンタインロイ社（xã Ninh Thạnh Lợi）
- ニンクオイ社（xã Ninh Quới）
- ガインハオ社（xã Gành Hào）
- ディンタイン社（xã Định Thành）
- アンチャック社（xã An Trạch）
- ロンディエン社（xã Long Điền）
- ドンハイ社（xã Đông Hải）
- ホアビン社（xã Hoà Bình）
- ヴィンミー社（xã Vĩnh Mỹ）
- ヴィンハウ社（xã Vĩnh Hậu）
- フオックロン社（xã Phước Long）
- ヴィンフオック社（xã Vĩnh Phước）
- フォンヒエップ社（xã Phong Hiệp）
- ヴィンタイン社（xã Vĩnh Thanh）
- ヴィンロイ社（xã Vĩnh Lợi）
- フンホイ社（xã Hưng Hội）
- チャウトイ社（xã Châu Thới）
- ホーティキー社（xã Hồ Thị Kỷ）

2025年までは1市8県から構成されている。
- カマウ市（Cà Mau / 哥毛）
- カイヌオック県（Cái Nước / 丐渃）
- ダムゾイ県（Đầm Dơi / 潭猚）
- ナムカン県（Năm Căn / 𠄼根）
- ゴクヒエン県（Ngọc Hiển / 玉顯）
- フータン県（Phú Tân / 富新）
- トイビン県（Thới Bình / 太平）
- チャンヴァントイ県（Trần Văn Thời / 陳文時）
- ウーミン県（U Minh / 幽明）

## 交通
- バイハップ川のカイヌオック県チャントイ村とナムカン県ハムロン村間に架けられたダムクン橋が完成し、国道1号線がナムカンまで通じている。

- 省都カマウ市には3箇所の船着場があり、ナムカン方面、ラックザー方面、カントー市などをハイドロジェット船で結んでいる[3]。

## カマウ省出身の人物
- グエン・ゴック・トゥ - 作家
- グエン・タン・ズン - 政治家（第6代首相）